# إعلام الورى بأعلام الهدى
إعلامُ الوَرى بأعلامِ الهدى، كتاب شيعي للفضل بن الحسن الطبرسي الملقب بأمين الإسلام (المتوفى سنة 548 هـ). استعرض فيه مختصراً من سيرة النبي محمد وتاريخ حياة الأئمة الاثنا عشر، إضافة إلى موضوع الإمامة.

## الترتيب
رتب المؤلف كتابه على أربعة أركان، تتفرع عنها أبوابها وفصول متعددة، تناول فيها بالتفصيل من خلال استعراض حياة المعصوم مجمل ما يختص بالتأريخ المتصل به، والمعاصر له.
- خصص الركن الأول من كتابه لسيرة رسول الله صلى الله عليه وآله وسلم
- خصص الركن الثاني لعلي بن أبي طالب.
- خصص الركن الثالث من الكتاب لباقي الأئمة.
- والركن الرابع والأخير للمهدي[1]

## منهجه في الكتاب
حاول المؤلف في كتابه هذا عرض الأخبار والأحداث بشكل مرتب ومنظم، وبالصورة التي تساعد على رسم صورة واقعية للزمن الذي عاصرته هذه الأحداث، ووفق المقاييس المرتكزة على جوهر العقيدة الشيعية، وباعتماد جملة من المراجع والمصادر المهمة والتي يشمل كتاب الإرشاد في معرفة حجج الله على العباد واحدا منها.

## نسخ الكتاب
- نسخة مصورة محفوظة في مكتبة عبد العزيز الطباطبائي.
- نسخة محفوظة في مكتبة ملك / طهران، برقم 1902.
- النسخة المطبوعة في بيروت عام 1985 م حيث كانت مصب العمل ورمزها (م).[3]

## وصلات خارجية
- إعلام الورى بأعلام الهدى ج1 ج2 - المكتبة الشيعية